# Macaco-prego-de-cara-branca
O macaco-prego-de-cara-branca ou macaco capuchinho (nome científico:Cebus capucinus),  é um Macaco do Novo Mundo de porte médio da família Cebidae, subfamília Cebinae. Nativo das florestas da América Central e extremo noroeste da América do Sul, é um importante dispersor de sementes e pólen.
É um dos mais conhecidos macacos, e é utilizado como animal de estimação. Em anos recentes, essa espécie se tornou muito popular na mídia norte-americana. É relativamente bastante inteligente e tem sido treinado para ajudar pessoas paraplégicas. Possui porte médio, pesando até 3,9 kg. É quase todo preto, mas com a face de cor rosada e com cabeça e ombros de cor branca, dando o nome comum. Possui uma cauda semi-preênsil e que frequentemente pode auxiliar na manutenção da postura quando o macaco se alimenta em algum ramo.
Em estado selvagem, o macaco-prego-de-cara-branca é versátil, vivendo em vários tipos de floresta, e comendo diversos tipos de alimento, incluindo frutos, outros materiais vegetais, invertebrados e pequenos vertebrados. Vivem em grupos que podem ter mais de 20 indivíduos, incluindo tanto machos quanto fêmeas. É provável que utilize ferramentas, esfregando plantas na sua pelagem, em um aparente uso de fitoterapia, e também para obter alimento ou como armas. Pode viver até os 54 anos de idade.

## Taxonomia

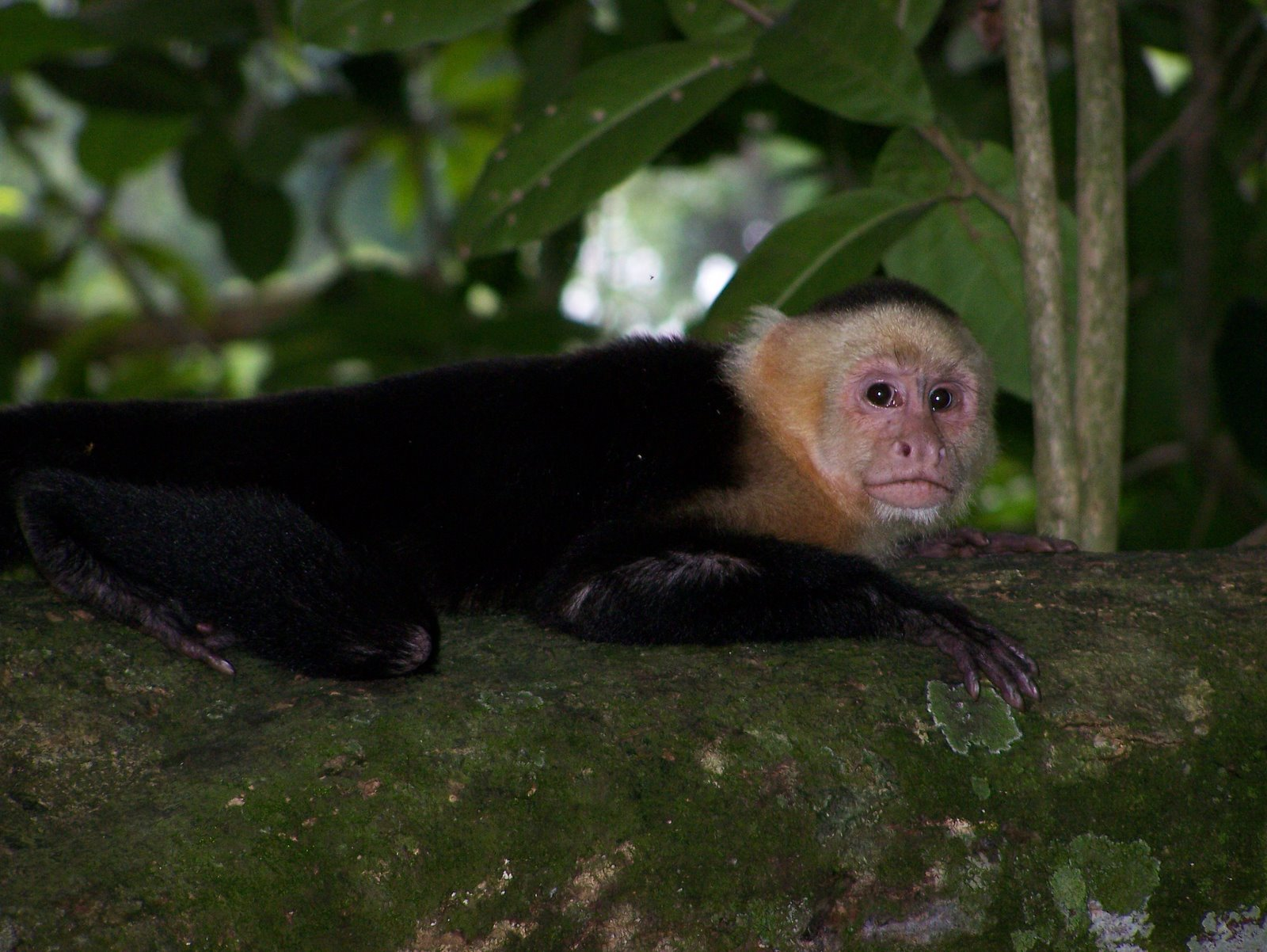
Alguns autores consideram este espécime como da subespécie Cebus capucinus imitator.

O macaco-prego-de-cara-branca é uma das muitas espécies que foram originalmente descritas por Linnaeus em seu trabalho do século XVIII, Systema Naturae. É um membro da família Cebidae, que a família de Macacos do Novo Mundo que inclui os outros macacos-pregos, os macacos-de-cheiro e os saguis.  É a espécie-tipo do gênero Cebus, que o gênero dos macacos-pregos gráceis ou "sem topete".  É membro do complexo de espécie C. capucinus dentro do gênero Cebus, um grupo que inclui também, Cebus albifrons, Cebus olivaceus e Cebus kaapori.
Há certo desacordo entre os primatologistas se existem subespécies do macaco-prego-de-cara-branca. Alguns autores consideram que existem cerca de três subespécies, baseados em pequenas diferenças morfológicas:
- C. c. capucinus, que ocorre na parte sul de sua distribuição no Equador, Colômbia e leste Panamá
- C. c. imitator, que ocorre em grande parte da Nicarágua, Costa Rica e oeste do Panamá
- C. c. limitaneus, que ocorre em Honduras e norte da Nicarágua

Entretanto, outros autores não reconhecem qualquer subespécie, e consideram C. c. imitator e C. c. limitaneus como sinônimos de C. capucinus.

## Distribuição geográfica e habitat

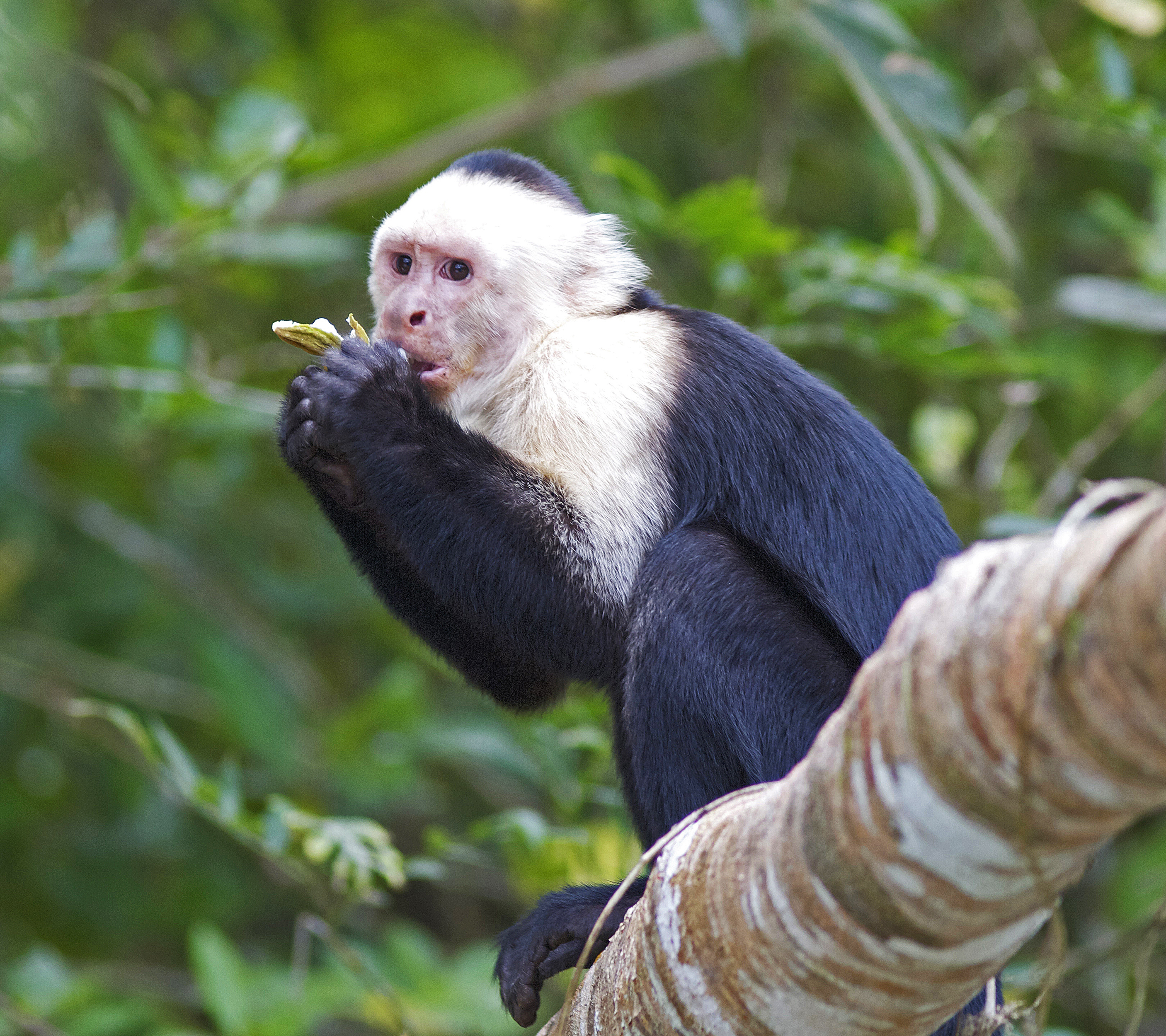
Macaco-prego no rio Frío, Costa Rica

O macaco-prego-de-cara-branca é encontrado em grande parte da América Central e pequena porção da América do Sul. Na América Central, ocorre em Honduras, Nicarágua, Costa Rica e Panamá.  Foi registrado no leste da Guatemala e sul de Belize, mas esses registros não foram confirmados. Na América do Sul, é encontrado no extremo noroeste entre o Oceano Pacífico e a Cordilheira dos Andes, na Colômbia e noroeste do Equador. É um primata relativamente comum na América Central, ocorrendo no Parque Nacional Manuel Antonio, no Parque Nacional Corcovado, no Parque Nacional Santa Rosa e no Parque Nacional Soberania.
Apesar de comum na Costa Rica e Panamá, foi extinto em grande parte de Honduras e na Nicarágua. Muitos macacos-pregos hondurenhos foram capturados e realocados na ilha de Roatán, e muitos macacos-pregos nicaraguenses foram capturados e realocados na ilha de Ometepe. Na Nicarágua, macacos-pregos selvagens podem ser observados em regiãos ao redor de Masaya, ao redor de Bluefields e outros locais próximos ao litoral sul do mar do Caribe. Também pode ser avistado na Costa Rica ao longo do rio San Juan.
Habitat vários tipos de floresta, incluindo florestas primárias e secundárias, ombrófilas ou sazonais, secas e úmidas, mangues e floresta montana.  Entretanto, prefere viver na floresta primária ou na floresta secundária com estado avançado de regeneração. Altas densidades dessa espécie são encontradas em áreas de floresta antiga e contendo floresta ombrófila, que possuem maior disponibilidade de água na estação seca

## Descrição
Como os outros macacos do gênero Cebus, o nome científico é uma alusão à Ordem dos Frades Menores Capuchinhos, pois o capuz desses frades lembra a coloração da cabeça desses macacos.  O macaco-prego-de-cara-branca é quase todo preto, com pescoço, peito, ombros, e braços de cor branca a amarela.  A face é rosada ou de cor branca-creme e pode ter marcas características como sobrancelhas e manchas de pelos escuras.  Uma  área de pelos pretos na frente da cabeça é distinguível.  Possui uma cauda semi-preênsil que frequentemente é mantida enrolada.
Adultos chegam a ter entre 33,5 e 45,3 cm de comprimento, sem a cauda, e pesam até 3,9 kg.  A cauda é mais longa que o corpo, tendo até 55,1 cm de comprimento. Machos são até 27% maiores que as fêmeas.  O cérebro do macaco-prego-de-cara-branca pesa cerca de 79,2 kg, e é maior do que várias espécies de primatas maiores, como Alouatta palliata

## Reprodução
Os macacos-prego de cabeça branca usam um sistema de acasalamento poligâmico em que um macho pode acasalar com várias fêmeas.A copulação dura cerca de dois minutos, e o período de gestação é de 5 a 6 meses.Normalmente, um único filhote nasce, mas os gêmeos ocorrem ocasionalmente.A maioria dos nascimentos ocorrem durante a estação seca de dezembro a abril.A criança é levada através de sua mãe por cerca de 6 semanas.Após cerca de 4-5 semanas, pode desviar-se de sua mãe por períodos breves e por cerca de três meses eles podem se movimentar de forma independente, embora alguns filhotes tornem-se independentes mais cedo. O desmame ocorre entre 6 e 12 meses. Enquanto a mãe descansa, o jovem passa a maior parte de seu tempo forrageando ou jogando, seja sozinho ou com outros jovens

## Conservação

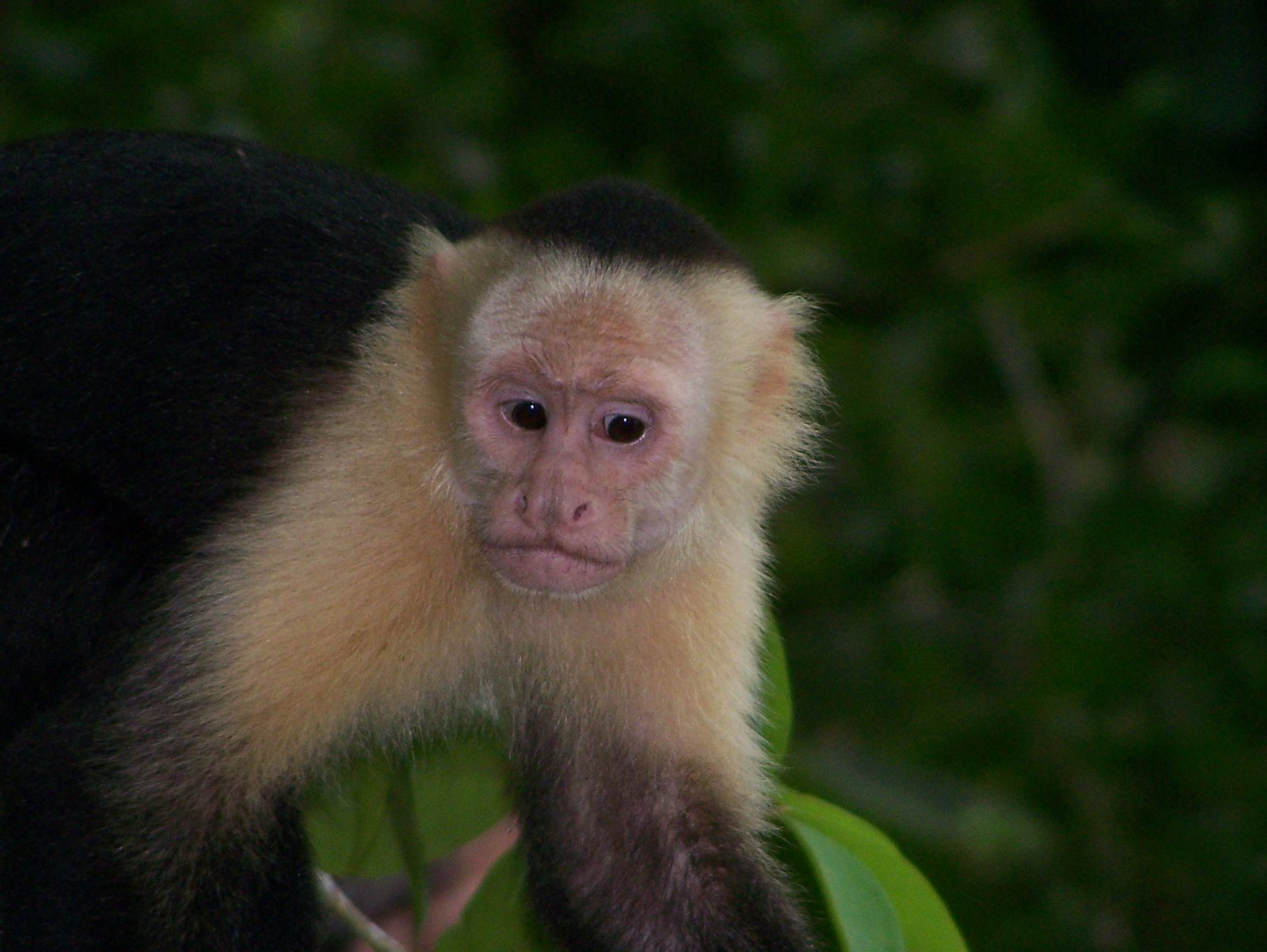
No Parque Nacional Manuel Antonio, Costa Rica

O macaco-prego-de-cara-branca é considerado como uma espécie com estado de conservação "pouco preocupante", de acordo com a IUCN. Entretanto, suas populações são impactadas principalmente pelo comércio de animais de estimação.   A desflorestação também é uma ameaça. Mas, a desflorestação também elimina seu principal predador, a harpia, que é uma ameaça direta ao macaco-prego-de-cara-branca e portanto o desmatamento pode reduzir as chances dessa espécie ser predada.  O macaco-prego-de-cara-branca também pode se adaptar à fragmentação da floresta melhor do que outras espécies, devido a sua habilidade em viver em grande variedade de tipos de floresta e explorar várias fontes de alimento.  Essa espécie de macaco é importante como dispersos de sementes e pólen.  Ele também controla insetos que podem se tornar pragas para certas árvores, como Gustavia superba e Bursera simaruba, causando a geração de novos galhos, possivelmente a produção de frutos adicionais, e acelerando a germinação de sementes que são ingeridas e passam pelo trato digestório do macaco-prego-de-cara-branca.  Ademais, essa espécie mata indivíduos de Acacia collinsii, quando dilacera ramos das plantas para se alimentar de formigas.